# Sony Ericsson K850
El K850 en un teléfono celular desarrollado por Sony Ericsson perteneciente a la Serie "K" ["Kamera" (Sueco: Cámara)] con tecnología CyberShot, y fue anunciado el 14 de junio de 2008 como sucesor del K810.

## Descripción
Es uno de los mejores celulares de la serie "k" ya que sus funciones de cámara son excelentes porque cuenta con flash de Xenón que es un flash muy potente que hace que tome fotografías perfectas en condiciones de poca luz.

## Características

### General
Lanzamiento

Descontinuado
En producción

No
Bandas de operación

HSDPA / GSM 850/900/1800/1900
Dimensiones (mm)

102x48x17 mm
Peso (g)

118
Batería

Estándar Li-Ion
Autonomía en espera (H)

400
Autonomía en conversación (H)

9 [GSM]
Certificación tasa específica de absorción (SAR)

Si

### Diseño
Pantalla color

Si
Tipo de pantalla

TFT
Colores

262.144
Resolución (píxeles)

240 x 320
Teclado

Alfanumérico, estándar Sony Ericsson

### Memoria
Contactos

 1000 contactos
Memoria dinámica

40 MB memoria interna compartida [puede variar dependiendo el operador]
Registro de llamadas

llamadas realizadas 30
llamadas recibidas 30
llamadas perdidas 30
Memoria SMS

250 mensajes
Memoria agenda/tareas

1000
Ampliación de memoria

Slot para tarjetas Memory Stick Micro (M2) [Hasta 8Gb]

Slot para tarjetas Micro SD [Hasta 8Gb]

### Organizador
Calendario

Lista de tareas/agenda

Calculadora

Reloj

Alarmas

### Gestión de llamadas
Vibración en llamada

Grabación de voz

Marcación por voz

Marcación directa por tecla

Manos libres integrado

Llamada a emergencias

Remarcado automático

Respuesta automática

### Cámara
Resolución

5 MP, [2592x1944]

Video (QVGA 320x240 MP4)
Interfaz

Cyber-shot
Iluminación

Autofocus (3 Led)

Flash de Xenón Integrado

### Entretenimiento
Reproductor de video

Formatos:3GPP [H263, H264], MP4, Real8, WMV
Melodías polifónicas

MIDI
Reproductor de audio

Formatos: MP4 (AAC, AAC+, E-AAC+), MP3, M4A, 3GPP, AMR, WAV, G-MIDI 1, SP-MIDI, Real 8, eMelody, iMelody, RHZ, XMF, Mobile XMF, WMA
Compositor de melodías propias

Music DJ™
Editor de video

Video DJ™
Editor de fotografías

Photo DJ™
Protector de pantallas
Juegos y aplicaciones

Java Micro Edition
Radio

FM con RDS
Características especiales

Adobe Photoshop Album

Picture blogging

Pict Bridge

Video DJ

Play Now

### Software
Sistema operativo

Propietario
MIDP
Descarga de aplicaciones

Java
Java Micro Edition

CLDC 1.1 (JSR 139)

MIDP 2.0 (JSR 118)

Wireless Messaging 1.0 and 2.0 API"s (JSR 120/205)

Mobile Media API (JSR 135)

Java Technology for the Wireless Industry (JSR 185)

Java API for Bluetooth (JSR 82)

PDA Optional Packages for J2ME Platform (JSR 75)

Web Services (JSR 172)

Advanced Multimedia Supplements (JSR 234) (camera capabilities)
Mobile Java 3D

Mascot Capsule Micro3D Version 3

Mobile 3D Graphics API for Java ME (JSR 184)

### Conectividad
Módem

Integrado
Velocidad

Hasta 3 Mbps [HSDPA]
Bluetooth

Perfil A2DP
Sincronización

Solo PC con Windows 2000, XP o Vista
Medio de sincronización

Puerto USB 2.0, Bluetooth 2.0,
Sincronización con terminales móviles

Puerto USB 2.0, Bluetooth.

### Mensajería
Mensajes cortos

Envío / Recepción / Difusión
Mensajes cortos concatenados

Mensajería multimedia
MMS
Email

Cliente POP3, IMAP4
Texto predictivo (T9)
Internet Móvil

Wap versión 2.0 / XHTML
Navegador Web/Wap

Access NetFront 3.3
GPRS

Clase 10 (4+1/3+2)
HSCSD
Cliente de mensajería instantánea
Lector RSS
- Datos: Q915508
- Multimedia: Sony Ericsson K850i / Q915508